# マダガスカルクイナ
マダガスカルクイナ（学名：Mentocrex kioloides）は、ツル目アフリカクイナ科に分類される鳥類の一種である。

## 分布
マダガスカル固有種。

## 形態
体長約30 cm。体の上面はオリーブ褐色で、下面は明るい茶色である。下腹から下尾筒にかけて黒色で、緑褐色の縞模様が入っている。額や眼の周囲、喉は灰白色。虹彩は褐色、嘴は薄い青色である。

## 生態
森林内に生息する。
主に昆虫類や小型の両生類を捕食する。植物の種子なども食べる。
繁殖期は5-11月で、低木の枝上に草や木の葉を組み合わせた皿状の巣を作る。1腹1-2個の卵を産む。

## 分類
以前はクイナ科アフリカクイナ属に分類されていたが、アフリカクイナとは近縁ではないことが分かり、アフリカクイナ科のMentocrex属に再分類された。Mentocrex属は本種とハリヤマクイナの2種で構成される。

### 亜種
以下の2亜種に分類される。
- Mentocrex kioloides kioloides (Pucheran, 1845)
- Mentocrex kioloides berliozi Salomonsen, 1934